# Ooencyrtus major
Ooencyrtus major är en stekelart som först beskrevs av Perkins 1906.  Ooencyrtus major ingår i släktet Ooencyrtus och familjen sköldlussteklar. Inga underarter finns listade i Catalogue of Life.